# Torneig d'Amsterdam
El Torneig d'Amsterdam és un torneig amistós de periodicitat anual disputat als mesos d'estiu i organitzat per l'AFC Ajax i la International Event Partnership (IEP).
L'actual torneig és hereu de l'antic Torneig Amsterdam 700, iniciat el 1975 per celebrar els 700 anys de la ciutat d'Amsterdam. La darrera edició d'aquest torneig tingué lloc el 1992, mentre que el nou torneig s'inicià el 1999. L'any 2000 fou anomenat Trofeu del Centenari de l'Ajax, en coincidir amb l'aniversari del club i fou guanyat pel FC Barcelona.

## Historial
Torneig Amsterdam 700
| - 1975 - R.W.D. Molenbeek - 1976 - R.S.C. Anderlecht - 1977 - AZ'67 Alkmaar - 1978 - AFC Ajax - 1979 - AFC Ajax - 1980 - AFC Ajax - 1981 - Ipswich Town F.C. - 1982 - AFC Ajax - 1983 - Feyenoord |  | - 1984 - Atlético Mineiro - 1985 - AFC Ajax - 1986 - Dinamo de Kíiv - 1987 - AFC Ajax - 1988 - UC Sampdoria - 1989 - KV Mechelen - 1990 - Club Brugge - 1991 - AFC Ajax - 1992 - AFC Ajax |

Torneig Amsterdam
| Any  | 1r                | 2n              | 3r                      | 4t              |
| ---- | ----------------- | --------------- | ----------------------- | --------------- |
| 1999 | Lazio             | Santos          | Ajax Amsterdam          | Atlético Madrid |
| 2000 | Barcelona         | Ajax Amsterdam  | Lazio                   | Arsenal         |
| 2001 | Ajax Amsterdam    | AC Milan        | Valencia                | Liverpool       |
| 2002 | Ajax Amsterdam    | Barcelona       | Manchester United       | Parma           |
| 2003 | Ajax Amsterdam    | Internazionale  | Galatasaray Spor Kulübü | Liverpool       |
| 2004 | Ajax Amsterdam    | River Plate     | Panathinaikos           | Arsenal         |
| 2005 | Arsenal           | Porto           | Boca Juniors            | Ajax Amsterdam  |
| 2006 | Manchester United | Internazionale  | Porto                   | Ajax Amsterdam  |
| 2007 | Arsenal           | Atlético Madrid | Ajax Amsterdam          | Lazio           |
| 2008 | Arsenal           | Internazionale  | Sevilla                 | Ajax Amsterdam  |
| 2009 | Benfica           | Ajax Amsterdam  | Sunderland              | Atlético Madrid |